# Frauengerechtes Wohnen Quettinger Feld
Das Projekt Frauengerechtes Wohnen Quettinger Feld ist ein in Leverkusen realisiertes Projekt im Bereich des sozialen Wohnungsbaus. Laufzeit des Projektes, welches nach Lösungen für die Wohnbedürfnisse von Frauen suchte, war 1991 bis 1996. Außerdem sollte die Möglichkeit bestehen, Wohnberechtigungsscheine zusammenzulegen (zwei Alleinerziehende mit Kindern). Die Lösungsfindung beinhaltet neben der Organisation und Zuordnung innerhalb des Wohngebäudes auch die Entwicklung und Realisierung der Gestaltung des unmittelbaren Wohnumfeldes. Ziel war möglichst flexible und an verschiedene Wohnbedürfnisse orientierte Wohnungen mit unterschiedlichen Nutzbarkeiten im sozialen Wohnungsbau. Dies forderte eine Architektur ohne räumlich fixierte Rollenfestlegungen. Ergebnis sollte somit, unter Einbeziehung planerischer, architektonischer, sozial- und wohnungspolitischer Aspekte, auch ein Beitrag zur Diskussion um zukunftsweisende Wohnformen sein. Das Projekt im Quettinger Feld stellte außerdem ein Beitrag des Frauenbüros zur Diskussion um zukunftsweisende Wohnformen da.

## Entwicklung des Projekts im Quettinger Feld
Der Stadtteil Quettingen liegt östlich des Ortszentrums Leverkusen-Opladen und bildet den geographischen Mittelpunkt Leverkusens. Im Norden grenzt er an Bergisch Neukirchen, im Osten an Lützenkirchen, im Süden an die BAB 1 und Alkenrath, im Westen an Opladen und Küppersteg.
Die Fläche des Projekts beträgt dabei ca. 7400 m2, während die Fläche des gesamten Baugebiets Quettinger Feld ca. 38.000 m2 beträgt. Im näheren Umfeld sind sowohl Einzelhandelsnutzungen als auch Kindergärten, Horte und eine Grundschule zu verorten. Das Projekt „Frauengerechtes Wohnen Quettinger Feld“ entstand 1991 im Rahmen der Stadterweiterungsmaßnahme, bei der im sozial geförderten Wohnungsbau in den folgenden Jahren 290 Wohnungen realisiert wurden. Der ausschließliche soziale Wohnungsbau auf einer solch großen Fläche entstand durch starken Druck, Wohnraum für Aus- und Übersiedler, wie Migrant zu schaffen. Dadurch ist der Stadtteil durch soziale Probleme gekennzeichnet. Nachdem das Frauenbüro Leverkusens ein Grundstück zur Realisierung von Städte- und Wohnungsbau aus Frauensicht suchte, stellte die WGL ein Teil des Gebiets der Stadterweiterungsmaßnahme zur Verfügung.
„Frauengerechtes Wohnen Quettinger Feld“ ist zeitgleich zur Internationalen Bauausstellung Emscher Park entstanden. Es ist selbst kein IBA-Projekt, profitiert jedoch aus Erfahrungen anderer Projekte (beispielsweise Bergkamen und Recklinghausen). Anlass war auch die Ausstellung „Frauen Planen Bauen Wohnen“ 1991 von der Feministischen Organisation für PlanerInnen und ArchitektInnen (FOPA). Stadt und Wohnungsgesellschaft Leverkusen GmbH (WGL) beschlossen nach Anregung durch das Frauenbüro, und auch um aktuellen Trends im Wohnungsbau nicht hinterherzuhinken, ein Projekt mit frauenspezifischer Orientierung umzusetzen. Das Frauenbüro hatte sich bezüglich der Stadtplanung bereits mit den Themen Angsträume/-kataster, Frauen und Mobilität/ÖPNV, wie auch Beratungsgespräche für Wohnungssuchende beschäftigt. Das Projekt „Frauengerechtes Wohnen Quettinger Feld“ war das erste Projekt zum Thema frauengerechter Wohnungsbau. Während es Unterstützung von Oberbürgermeister und Wohnungsbauunternehmen (langjährige gute Kontakte) wie auch dem Land (Ministerin für die Gleichstellung, Ministerin für Bauen und Wohnen) erfuhr; da es in Anlehnung/Fortsetzung der IBA-Emscher-Park-Projekte entstand, war die lokale Politik eher skeptisch.

## Beteiligte
Initiator des Projekts „Frauengerechtes Wohnen Quettinger Feld“ ist das Frauenbüro der Stadt Leverkusen. Dieses hatte auch die Federführung inne, um aus frauenspezifischer Sicht ergebnisorientierte Vorgaben zu gewährleisten und dadurch zielgerichtet Inhalte steuern zu können. Eigentümer ist die Wohnungsgesellschaft Leverkusen GmbH (WGL), die das Gebiet zur Verfügung stellte. Für die Architektur war die Planungsgruppe „WohnStadt“ (Ursula Komes, Detlef Bock) aus Aachen zuständig.
Eine Nutzerbeteiligung fand in Bezug auf Ausbau und Ausstattung durch verschiedene Workshops statt.

## Projektdaten – Eckdaten der Planung
Grundlage des Wohnungsbauprojekts bildete ein rechtskräftiger Bebauungsplan im Rahmen eines geplanten Wohnungsbauprojekts (für 290 Wohneinheiten). Auf dem 7.400 m² großen Grundstück mit einer GFZ (Grundflächenzahl) von 0,8 wurde der soziale Mietwohnungsbau mit einer 3.212 m² großen Wohnfläche realisiert. Dabei umfasst das Projekt neben 62 Wohneinheiten für ein bis fünf Personen und 46 m² bis 85 m², einen Gemeinschaftsraum mit 46 m² (1999 Nutzung durch Internationalen Bund) und ein Gästezimmer mit 19 m². Das Projekt wurde mit drei Geschossen realisiert und mit 1 bis 1,2 Stellplätzen pro Wohneinheit berechnet. Der Wohnungsschlüssel beträgt 15 × 1-Person-Wohnung, 23 × 2-Personen-Wohnung, 19 × 3-Personen-Wohnung, 6 × 4-Personen-Wohnung.
Auf Grund der Grundrissvariabilität ermöglichte sich eine hohe Flexibilität. So konnten verschiedene Varianten von Grundrissen über die Schaltbarkeit der Räume sowohl horizontal über Schalträume und vertikal über innenliegende Treppen in Abstellräumen ermöglicht werden. Die Grundrisse bieten vielfältige räumliche Möglichkeiten und sind so geeignet für unterschiedliche Haushaltsgrößen und Wohnvorstellungen. Die Erstmieter konnten in ihrer Wohnung über die Grundrissgestaltung mitentscheiden (hoher Identifikation mit dem Projekt). Nachfolgende Mieter sind über die Möglichkeiten der Grundrisse hingegen nicht informiert worden.
Ausgebaut wurde die dreigeschossige Blockbebauung als langer Riegel zur Straße mit halbmondförmigem Innenhof, welcher durch zwei Durchgänge im Riegel erschlossen wird. Der Innenhof bildet einen Wohnhof mit vielfältigen Nutzungsmöglichkeiten, dieser bleibt autofrei, da die Stellplätze entlang der Erschließungsstraße liegen. Direkt am Durchgang liegt der mit vielen Funktionen genutzte Gemeinschaftsraum. Da die finanzielle Belastung durch den Gemeinschaftsraum für die Mieter zu groß wurde, wurde dieser nach einem Jahr an den Internationalen Bund vermietet.
Dazu stellte das Frauenbüro frauenspezifische Kriterien zusammen, welche von Fachämtern und der WGL als Qualitätsmerkmal anerkannt wurden.

## Bewohner und Bürgerbeteiligung
Zur Beteiligung wurde ein „innovatives und kooperatives Planungsverfahren mit Werkstattcharakter“ von Frauenbüro, Planungsamt und WGL durchgeführt. Außerdem gab es Workshops für alle Beteiligten, Vertreter des Landes NRW, Stadtplanungsamt, technische Ämter und WGL, welche das Frauenbüro organisierte, um offene Fragen zu diskutieren. Während des dreieinhalbmonatigen Planungsverfahrens wurden insgesamt drei Workshops organisiert und durch externe Expertinnen moderiert. Erarbeitet wurden städtebaulich verschiedene Konzepte (Zeilen-, Block- und offene Bebauung); weitere Durcharbeitung dieser erfolgte parallel zwischen den Workshops. Zur Bewertung der Vorentwürfe wurden hierbei gemeinsam Beurteilungskriterien und ein Anforderungsprofil erarbeitet. Für den Umgang mit Gemeinschaftsräumen, Stellplatzanforderungen und notwendige Änderung des B-Plans (vereinfachte Änderung gemäß § 13 BauGB (Beibehaltung Erschließung und Bebauungsdichte)) wurden Lösungsmöglichkeiten entwickelt, ebenso wie planerische Konzepte zur Berücksichtigung sozialer Bezüge (z. B. durch Zusammenlegung von Berechtigungsscheinen im sozialen Wohnungsbau bei der späteren Wohnungsbelegung). Einladungen erhielten außerdem vier Architekturbüros (mit Federführung von Frauen), die sich parallel beteiligten. Hiervon wurde der Entwurf der Planungsgruppe „WohnStadt“ aus Aachen von Ursula Comes und Detlef Bock schlussendlich ausgewählt. Das von der Planungsgruppe entwickelte Konzept zur Realisierung des empfohlenen Entwurfs ordnet die Baukörper hofbildend (Schutz durch soziale Kontrolle) und straßenbegleitend an. Des Weiteren differenziert es öffentlich, halböffentliche und privat nutzbare Flächen (Wohnungen zugeordnete Bereiche wie Gärten). Als Kommunikationsfläche werden sowohl innen als auch außen geräumige Eingangsbereiche angeboten. In ihrer Größe und Nutzbarkeit sind die Wohnungen flexibel gestaltet und teilweise auch nutzbar als Gemeinschaftsräume. Oberirdisch nachgewiesen und vorgesehen für eine Mehrfachnutzung (Spielflächen) sind die erforderlichen Stellplätze. Im Workshop ergab sich jedoch, dass diese nur teilweise benötigt werden (Leerstand in vorhandenen Parkdecks), so dass zunächst nur ein Teil umgesetzt wird. Das Planungsverfahren des Projektes war durch die Mehrfachbeauftragung von nur durch Frauen mit Leitung oder Mitleitung eines Architekturbüros und das von einer externen Moderatorin durchgeführte Kooperative Beteiligungsverfahren innovativ. Die Integration des Planungsverfahrens in die Normalität des sozialen Wohnungsbaus war Ziel des kooperativen Verfahrens. Dies passierte durch ständige Anpassung von Inhalten und Zielen mit dem fortschreitenden Prozess. Weiteres Ziel war die Aufgeschlossenheit und Sensibilisierung, bezüglich spezieller Anforderungen, der Fachverwaltung und Wohnungsbaugesellschaft durch frühzeitige und intensive Einbeziehung zuständiger Akteure.
Eingeleitet wurde währenddessen auch eine Nutzerbeteiligung für die Wohnungsbelegung im Zusammenhang mit der Auswahl zukünftiger Mieter und in Zusammenarbeit mit einer dafür eingestellten Sozialarbeiterin der Wohnungsbaugesellschaft. Eine Zusammensetzung aus verschiedenen Haushalts- und Familienstrukturen (auch Männer) war dabei erwünscht. Vorgegangen wurde dabei zunächst nach den Listen von Wohnungssuchenden. Die Wohnungsbaugesellschaft und vor allem die Sondermittel des Landes NRW für „zukunftsweisende Baufvorhaben“ (Ministerium für Gleichstellung und Ministerium für Wohnungsbau) trugen die finanziellen Mittel des Verfahrens (1 % der Investitionssumme (120.000 DM)). Die gesonderten finanzierten Verfahrensschritte wurden mit Abschluss des Entwurfs-Workshops beendet, durch Architektinnen ohne Honorar wurden alle weiteren Beratungsleistungen außerhalb der HOAI beglichen.
Die WGL schrieb nach dieser Phase um die 400 potenzielle Nutzer an und lud diese zur Verdeutlichung ihres Anspruchs an einem gemeinschaftlichen Wohnprojekt zu einem Vorgespräch ein. Einzelgespräche fanden mit ungefähr 250 der eingeladenen Personen statt. Elf moderierte Treffen wurden innerhalb eines Jahres durchgeführt. Die Nutzer konnten dabei beispielsweise entscheiden über Wohnungsgrößen, Nachbarschaftswünsche, Errichtung einiger Wände, Fußböden und Kacheln. Weiter wurde entschieden über unmittelbare Nachbarschaften, Wohneinheitenzusammenlegungen und welche der variablen Wände eingezogen werden sollten. Neben der Entwicklung einer neuen Grundrissvariante entstand auch der Bau eines Kindergartens. Genehmigt wurde im Laufe des Verfahrens auch die Zusammenlegung von Wohnberechtigungsscheinen. Obwohl der Mietpreis über der geförderten Mietobergrenze lag, konnte ein eigenes Zimmer aller Haushaltsmitglieder durchgesetzt werden, die Differenz wurde vom Sozialamt übernommen.

## Bauprozess
Die 1991 stattfindende Fachtagung des Frauenbüros bezüglich „Frauengerechter Wohnungsplanung“ in Leverkusen stellte den formellen Vorlauf und die kommunalpolitische Vorbereitung dar. Unterstützung fand das Projekt durch Oberbürgermeister und Geschäftsführer der WGL. Das Planungsverfahren lief ab 1991, der Projektbeginn des Wettbewerbs war 1993, in diesem Jahr fand auch die Durchführung des Planungsverfahrens statt, die Ausführungsplanung startete 1995. Das Projekt „Frauengerechtes Wohnen Quettinger Feld“ wurde in zwei Bauabschnitten fertiggestellt, im Mai und November 1995 konnte es bezogen werden. Jedoch kam es nicht zu der in der Anlage gewünschten Nachbarschaft, durch die Belebung in zwei Abschnitten.

## Erfahrungen im Laufe des Projekts
Eine frühzeitige Einbindung der politischen Ebene wurde rückblickend als notwendig angesehen, im Blick lagen hier spätere Gremienbeschlüsse. Interesse und Akzeptanz von örtlichen Politiker wurde erst wirklich durch positives Presse-Echo bezüglich des Planungsverfahrens geweckt.
Besonders förderlich für die Projektdurchführung waren hingegen folgende Punkte: Das seriöse Image des Frauenbüros und Initiator in der Verwaltung. Die Möglichkeit das geplante Vorhaben als Diskussionsansatz, wie auch derzeitige Diskussionen in der Stadt (Neustrukturierung/Kostensenkung im sozialen Wohnungsbau) zu nutzen. Sowie die schnelle Realisierung durch den bereits vorhandenen und modifizierbaren Bebauungsplan und die durch Akquisition von Fördermitteln beim Land geförderte Akzeptanz (vor allem in Politik). Die offene Herangehensweise, wie der pragmatische Ansatz sind weiter als gute Erfahrung zu sehen, qualitativ und tragvoll sind ebenso alle städtebaulichen Entwürfe aus den Workshops (größere Unterschiede zeigen sich erst im Detail).
Als Fazit des Projekts über die rechtlichen Instrumente sind nachfolgende Punkte anzusehen: Die Entwurfsqualitäten sind integrierbar in die Normen des sozialen Wohnungsbaus (erst nach den Workshops in der Entwurfsphase wurden Änderungen des Konzepts vorgenommen). Das Zusammenlegen von Wohnungsberechtigungsscheinen war bundesweit zu diesem Zeitpunkt noch nicht möglich. Problematisch war auch das Vorgehen bei der Belegung der Wohnung, positiv war jedoch die weitere Involvierung des Frauenbüros bei der Wohnungsbelegung. Kommunikative Beratungsleistungen wurden unzureichend in der HOAI außerhalb der regulären Leistungsphasen für die Fachverwaltung und Nutzerinnen berücksichtigt.

## Entwicklung nach der Fertigstellung des Projekts
Eine gewisse Zeit nach der Realisierung des Projekts „Frauengerechtes Wohnen Quettinger Feld“ musste das Wohngebiet eine recht hohe Fluktuation, die auf persönliche Veränderungen der Bewohner zurückzuführen ist, verzeichnen. Wer es sich leisten kann, zieht früher oder später in „bessere Wohngegenden“. So ist die Fluktuation des Projekts auch höher als im Quettinger Durchschnitt. Trotzdem ist das Projekt für die WGL ein leicht vermietbares Projekt, da oft Verwandte, Bekannte oder Freunde folgen. Somit gibt es keinen Leerstand.
Ein anfangs gegründeter Verein, der sich bereits zu Beginn auf Einzelne beschränkte, löste sich wieder auf, da Beiträge nicht regelmäßig gezahlt wurden und auch das Engagement weiter nachließ. Eine Betreuung durch Frauenbüro und WGL gab es zu diesem Zeitpunkt nicht mehr, da für beide eine fortwährende Betreuung zu zeit- und kostenaufwendig wäre.